# بانولو ميلا
بانولو ميلا؛ (بريشيا: Bagnöl) هي بلدة او منطقة تقع في مقاطعة بريشيا في لومباردي.

## مواصلات
يوجد في بانولو ميلا سكة حديدية على خط بريشيا كريمونا.

## المدن المتشابهة
توأمة بانولو ميلا مع:
- Brie-Comte-Robert - فرنسا
- Stadtbergen, -المانيا